# Сумулиди, Николай Георгиевич
Николай Георгиевич Сумулиди (укр. Микола Георгійович Сумуліді; 19 января 1944, Карасубазар, Крымская АССР, СССР) — крымский политик. Депутат Верховного Совета Автономной Республики Крым (II и VI созывов). Глава Федерации греков Крыма и общины православных греков.

## Биография
Родился в 1944 году. Вместе с семьёй был депортирован из Крыма в 1944 году в Узбекистан, где проживал в городе Коканд Ферганской области. В 1961 году окончил курсы шофёров, после чего работал водителем. Затем работал мастером по строительству. В 1972 году окончил Кокандский автодорожный техникум. Затем являлся прорабом, а позже инженером по комплектации ПМК-42.
В 1982 году вернулся в Крым. Трудился на симферопольской фабрике имени Розы Люксембург, где прошёл путь от технолога до заместителя генерального директора. С 1992 года по 1997 год работал в СП «Элегант» на должности заместителя директора, а затем — генерального директора.
На выборах в крымский парламент весной 1994 года избрался от национального округа греков. В 1995 году окончил Международный институт бизнеса и права (Славянск). С 1997 года по 1998 год являлся председатель контрольной комиссии Верховного Совета по вопросам приватизации и председателем Республиканского комитета Крыма по материальным ресурсам и резервам.
В 1998 году стал заместителем министра топлива и энергетики Крыма. В январе 2002 года был назначен исполняющим обязанности министра топлива и энергетики Крыма в правительстве Горбатова. Проработал в этой должности до апреля 2002 года. На выборах в парламент Крыма 2002 года выдвигался по спискам Коммунистической партии Украины под 62 номером и в парламент не попал. После вновь работал в качестве заместителя министра топлива и энергетики АРК до марта 2003 года.
С 2005 года является генеральным директором симферопольского предприятия «Элегант».
В предвыборной гонке в Верховный Совет АРК 2006 года Сумулиди поддержал Коммунистическую партию. На выборах в парламент полуострова в 2010 году прошёл по списку Партии регионов, в который был включён под 16 номером. В парламенте являлся заместителем председателя комиссии по межнациональным отношениям и проблемам депортированных граждан. В 2011 году вошёл в общественный совет при правительстве Крыма. Летом 2011 году его обвинили в рейдерском захвате Греческого этнографического музея в селе Чернополье. Однако сам Сумулиди опроверг данную информацию.
27 февраля 2014 года заявил, что на заседании парламента днём ранее, когда было принято решение о назначении председателем Совета министров АРК Сергея Аксёнова и назначении референдума не было кворума.

## Награды
- Почётная грамота Совета министров Автономной Республики Крым (2000)[12]
- Юбилейная медаль «20 лет независимости Украины» (2011)[13]
- Почётное звание «Заслуженный работник культуры Автономной Республики Крым» (2014)[14]
- Премия им. Македонского

## Личная жизнь
Женат, имеет троих детей. Сын Дмитрий являлся депутатом симферопольского городского совета.